# 諾辛 (亞利桑那州)
諾辛（英語：Nothing）是位於美國亞利桑那州莫哈維縣的一個非建制地區。該地的面積和人口皆未知。

## 地理
諾辛的座標為34°28′47″N 113°20′07″W / 34.47972°N 113.33528°W，而該地的平均海拔高度為996米（即3268英尺）。